# Rutland County
Rutland County ist ein County im US-Bundesstaat Vermont der Vereinigten Staaten. Der Sitz der Countyverwaltung (County Seat) befindet sich in Rutland. Das U.S. Census Bureau hat bei der Volkszählung 2020 eine Einwohnerzahl von 60.572 ermittelt.

## Geographie
Das County grenzt im Westen an New York und hat eine Fläche von 2447 Quadratkilometern, wovon 32 Quadratkilometer Wasserfläche sind. Es grenzt im Uhrzeigersinn an folgende Countys: Addison County, Windsor County, Bennington County und Washington County (New York).

## Geschichte
Rutland County wurde im Februar 1781 aus Teilen des Bennington County gebildet.

## Demografische Daten
Nach der Volkszählung im Jahr 2000 lebten im County 63.400 Menschen. Es gab 25.678 Haushalte und 16.742 Familien. Die Bevölkerungsdichte betrug 26 Einwohner pro Quadratkilometer. Ethnisch betrachtet setzte sich die Bevölkerung zusammen aus 98,13 % Weißen, 0,33 % Afroamerikanern, 0,23 % amerikanischen Ureinwohnern, 0,39 % Asiaten, 0,03 % Bewohnern aus dem pazifischen Inselraum und 0,17 % Prozent aus anderen ethnischen Gruppen; 0,73 % stammten von zwei oder mehr ethnischen Gruppen ab. 0,70 % der Bevölkerung waren spanischer oder lateinamerikanischer Abstammung.
Von den 25.678 Haushalten hatten 29,80 % Kinder und Jugendliche unter 18 Jahre, die bei ihnen lebten. 51,30 % waren verheiratete, zusammenlebende Paare, 10,10 % waren allein erziehende Mütter. 34,80 % waren keine Familien. 27,90 % waren Singlehaushalte und in 11,20 % lebten Menschen im Alter von 65 Jahren oder darüber. Die Durchschnittshaushaltsgröße betrug 2,39 und die durchschnittliche Familiengröße lag bei 2,92 Personen.

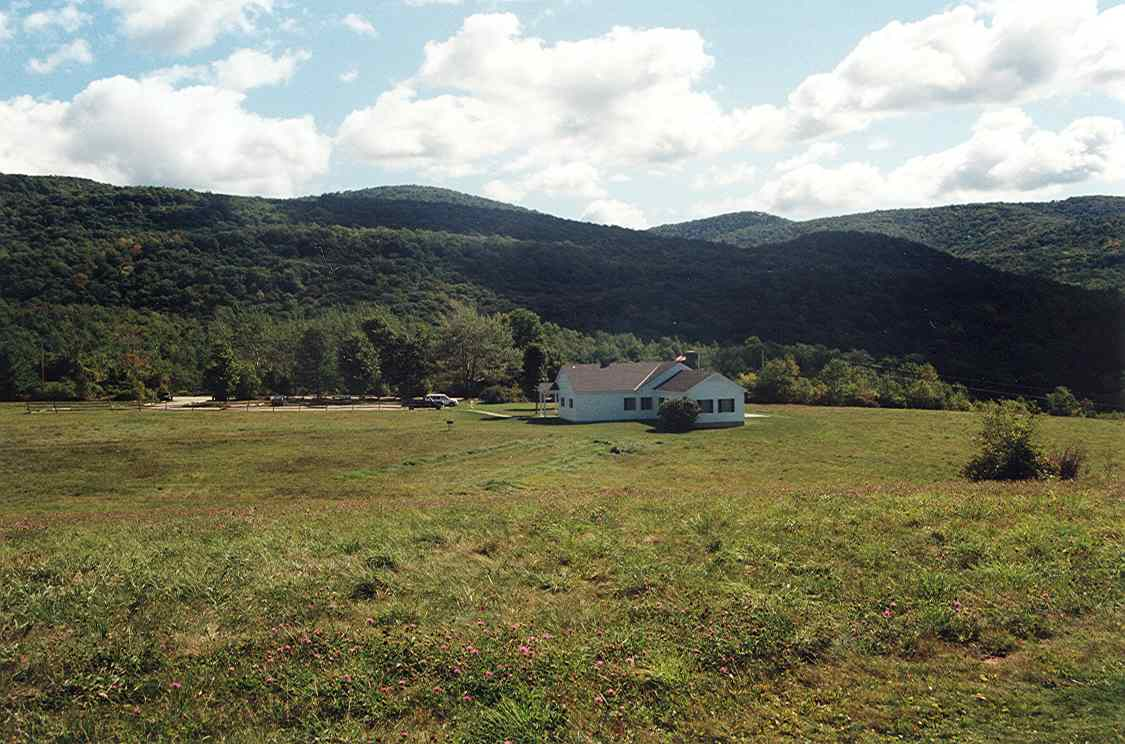
Hubbardton Battlefield Hier fand 1777 die einzige Schlacht der Amerikanischen Revolution in Vermont statt. Gelistet im NRHP Nr. 71000059

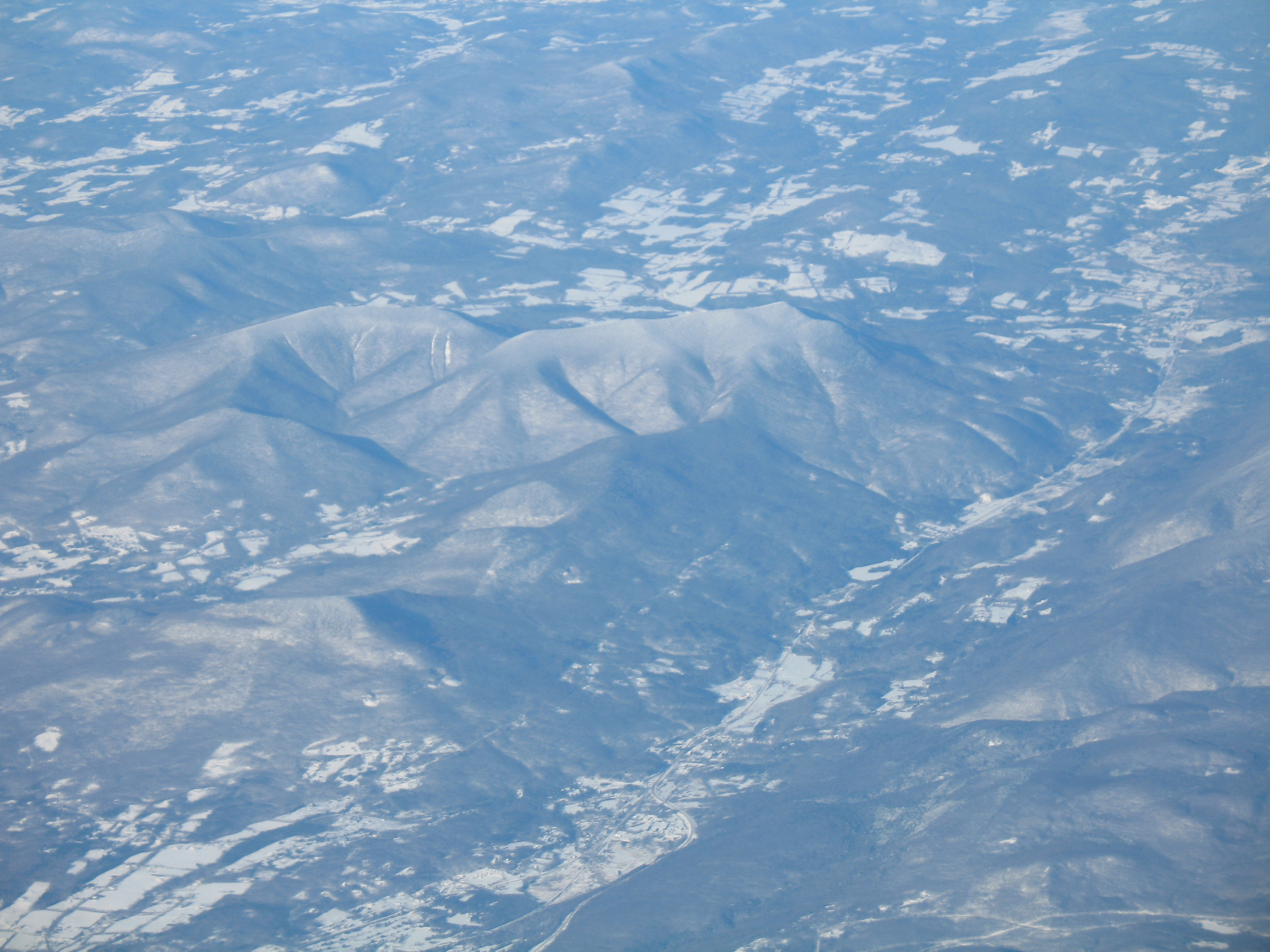
Der Dorset Mountain aus der Luft

Auf das gesamte County bezogen setzte sich die Bevölkerung zusammen aus 23,20 % Einwohnern unter 18 Jahren, 8,30 % zwischen 18 und 24 Jahren, 27,70 % zwischen 25 und 44 Jahren, 25,80 % zwischen 45 und 64 Jahren und 15,00 % waren 65 Jahre alt oder darüber. Das Durchschnittsalter betrug 40 Jahre. Auf 100 weibliche Personen kamen 94,70 männliche Personen, auf 100 Frauen im Alter ab 18 Jahren kamen statistisch 92,00 Männer.
Das jährliche Durchschnittseinkommen eines Haushalts betrug 36.743 USD, das Durchschnittseinkommen der Familien betrug 44.742 USD. Männer hatten ein Durchschnittseinkommen von 31.094 USD, Frauen 23.964 USD. Das Prokopfeinkommen betrug 18.874 USD. 10,90 % der Bevölkerung und 7,10 % der Familien lebten unterhalb der Armutsgrenze. 13,30 % davon waren unter 18 Jahre und 8,80 % waren 65 Jahre oder älter.

## Städte und Gemeinden
Neben den unten aufgeführten 27 selbständigen towns und einer city gibt es im Rutland County folgendes mit eigenständigen Rechten versehene Village, welches von der übergeordneten Town mitverwaltet wird: Poultney Village. Zudem gibt es für statistische Zwecke die Census-designated placees: Benson, Brandon, Castleton, Fair Haven, Pittsford, Wallingford, Wells und West Rutland sowie die Unincorporated Villages Belmont, Bomoseen, Center Rutland, Cuttingsville, East Poultney, Florence, Forest Dale, Hortonia, Hortonville, Hydeville und North Clarendo.
| Ortschaft          | Status | Einwohner (2020) | Gesamte Fläche [km²] | Landfläche [km²] | Bevölkerungsdichte [Einwohner / km²] | Gründung      | Besonderheit |
| ------------------ | ------ | ---------------- | -------------------- | ---------------- | ------------------------------------ | ------------- | ------------ |
| Benson             | town   | 974              | 117,9                | 113,9            | 8,6                                  | 5. Mai 1780   |              |
| Brandon            | town   | 4.129            | 104,0                | 103,9            | 39,7                                 | 20. Okt. 1761 |              |
| Castleton          | town   | 4.458            | 109,7                | 100,7            | 44,3                                 | 22. Sep. 1761 |              |
| Chittenden         | town   | 1.237            | 191,4                | 188,0            | 6,6                                  | 16. März 1780 |              |
| Clarendon          | town   | 2.412            | 81,7                 | 81,7             | 29,5                                 | 5. Sep. 1761  |              |
| Danby              | town   | 1.284            | 107,6                | 107,3            | 12,0                                 | 27. Aug. 1761 |              |
| Fair Haven         | town   | 2.736            | 47,0                 | 45,2             | 60,5                                 | 27. Okt. 1779 |              |
| Hubbardton         | town   | 735              | 74,7                 | 71,1             | 10,3                                 | 15. Juni 1764 |              |
| Ira                | town   | 368              | 55,2                 | 55,2             | 6,7                                  | 12. Okt. 1780 |              |
| Killington         | town   | 1.407            | 121,4                | 120,8            | 11,6                                 | 7. Juli 1761  |              |
| Mendon             | town   | 1.149            | 98,7                 | 98,6             | 11,7                                 | 23. Feb. 1761 |              |
| Middletown Springs | town   | 794              | 59,2                 | 59,2             | 13,4                                 | 28. Okt. 1784 |              |
| Mount Holly        | town   | 1.237            | 128,4                | 127,4            | 9,7                                  | 31. Okt. 1792 |              |
| Mount Tabor        | town   | 210              | 113,4                | 113,3            | 1,9                                  | 28. Aug. 1761 |              |
| Pawlet             | town   | 1.424            | 111,1                | 111,1            | 12,8                                 | 26. Aug. 1761 |              |
| Pittsfield         | town   | 504              | 53,0                 | 52,8             | 9,5                                  | 29. Juli 1781 |              |
| Pittsford          | town   | 2.862            | 113,1                | 112,2            | 25,5                                 | 12. Okt. 1761 |              |
| Poultney           | town   | 3.020            | 116,0                | 113,7            | 26,6                                 | 21. Sep. 1761 |              |
| Proctor            | town   | 1.762            | 112,1                | 112,0            | 15,7                                 | 18. Nov. 1886 |              |
| Rutland            | town   | 3.924            | 50,0                 | 49,9             | 78,6                                 | 7. Sep. 1761  |              |
| Rutland (City)     | city   | 15.807           | 20,0                 | 19,9             | 794,3                                | 17. Nov. 1892 | County Seat  |
| Shrewsbury         | town   | 1.096            | 130,0                | 129,6            | 8,5                                  | 4. Sep. 1761  |              |
| Sudbury            | town   | 545              | 57,6                 | 55,6             | 9,8                                  | 6. Aug. 1763  |              |
| Tinmouth           | town   | 553              | 73,6                 | 73,3             | 7,5                                  | 15. Sep. 1761 |              |
| Wallingford        | town   | 2.129            | 112,5                | 112,0            | 19,0                                 | 27. Nov. 1761 |              |
| Wells              | town   | 1.214            | 60,5                 | 58,4             | 20,8                                 | 15. Sep. 1761 |              |
| West Haven         | town   | 239              | 73,7                 | 72,1             | 3,3                                  | 20. Okt. 1792 |              |
| West Rutland       | town   | 2.214            | 46,6                 | 46,6             | 47,5                                 | 19. Nov. 1886 |              |